# Astroblepus formosus
Espèce
Statut de conservation UICN

 CR B2ab(iii,v) : 
En danger critique
Astroblepus formosus est une espèce de poisson-chat de la famille des Astroblepidés endémique du Pérou. Cette espèce démersale n'est présente que dans le bassin de la rivière Ucayali.